# Heraclea (Acarnania)
Heraclea o Heraclia (en griego Ἑράκλεα, Ἡράκλεια) fue una antigua ciudad de Acarnania (Grecia).
Aparece en la lista de ciudades de Acarnania trasmitida por Plinio el Viejo, que sitúa la ciudad de Equino a continuación. También la menciona Esteban de Bizancio.
También algunos autores han asociado con Heraclea de Acarnania una inscripción del siglo VII a. C. hallada en Olimpia.
Se desconoce su localización exacta, aunque se ha sugerido que podría haberse localizado cerca de la actual Vonitsa.